# Remo Fasani
Remo Fasani (* 31. März 1922 in Mesocco; † 27. September 2011 in Grono) war ein Schweizer Literaturkritiker, Dichter, Autor und Professor für italienische Literatur an der Universität Neuenburg.

## Biografie
Remo Fasani war Sohn des Landwirts Rodolfo und dessen Ehefrau Barbara geborene Brocco. Er blieb ledig. Er besuchte die Dorfschulen und schloss Studien an der Pädagogischen Hochschule in Chur sowie an den Universitäten Zürich und Florenz an; 1952 promovierte er in italienischer Literatur mit einer Arbeit über Alessandro Manzoni. Er unterrichtete an Gymnasien in Poschiavo und Roveredo GR sowie an der Kantonsschule in Chur; von 1962 bis 1985 war er ordentlicher Professor für italienische Sprache und Literatur an der Universität Neuenburg und später emeritierter Professor.
Fasanis dichterisches Werk lässt sich in vier Jahreszeiten einteilen: Die erste besteht aus den Gedichtsammlungen Senso dell’esilio (1945) und Un altro segno (1965), in denen die Präsenz des Berges (sowohl als feindlicher Ort als auch als innere Dimension) dominiert. Die zweite, von zivilem (insbesondere ökologischem) Engagement geprägte, Phase beginnt nach 1968 und umfasst Qui e ora (1971) und Oggi come oggi (1976); das Gedicht Pian San Giacomo (1983) ist eines der vielen interessanten Beispiele aktiver Dichtung, in denen er sich gegen ökologische Missstände wendet.
Die dritte Jahreszeit soll eine Synthese der beiden vorhergehenden sein (der Titel der Sammlung Tra due mondi, 1983, ist bezeichnend): Die Stille der Berge streichelt den Protest des Dichters. Die vierte Saison, die von der Sammlung Un luogo sulla terra (1992) gekrönt wird, soll eine Botschaft von einem idealen Ort sein, der Fasanis künstlerischen Kreis vervollständigt und übertrifft; seine Verssammlung Giornale minimo (1993) ist schliesslich Ausdruck einer ironischen Ader, die sich anderswo durchzieht. Er war Übersetzer, insbesondere von deutschen Texten (Rainer Maria Rilke), und ein aufmerksamer und origineller Literaturkritiker; zahlreich sind die Studien, die er Manzoni und Dante gewidmet hat, dessen Divina Commedia er besonders studierte, wobei er sich auf eine Textkritik bezog, die auf dem Studium der Varianten beruhte. Er wurde 1965, 1975 (für sein Gesamtwerk), 1983 und 2001 mit dem Schillerpreis und 1994 mit dem Kulturpreis Graubünden ausgezeichnet.
Sein Archiv befindet sich im Schweizerischen Literaturarchiv in Bern.